# Шатовка (Нижегородская область)
Ша́товка  —  село  в Арзамасском районе Нижегородской области Российской Федерации. В рамках организации местного (муниципального) самоуправления входит в состав городского округа город Арзамас.

## География
Расположено в 17 км на северо-востоке от г. Арзамаса, по левую сторону шоссе Арзамас — Дивеево.
Местность относится к лесостепной части:20, в орогидрографическом отношении относится к западной
части Приволжской возвышенности и представляет собой приподнятую равнину,
расчленённую системами рек, относящихся к бассейну р.р. Оки и Волги:25.
Климат, как и во всем районе, умеренно-континентальный:20.

### Ближайшие населённые пункты
| С-З | 2 уч. совх. Шатовский ~ 3 км Васильев Враг ~ 11 км  | Красное ~ 15 км Хватовка ~ 21 км          | Новый усад ~ 7 км Арзамас ~ 15 км          | С-В |
| З   | Бестужево ~ 5 км Панфилово ~ 50 м Беговатово ~ 6 км | Роза ветров                               | Троицкий Скит ~ 2,5 км Красный Бор ~ 32 км | В   |
| Ю-З | Тамаевка ~ 3 км Конново ~ 17 км                     | Ичалово ~ 15 км Большой Макателем ~ 28 км | Пушкарка ~ 3,5 км Казаково ~ 10 км         | Ю-В |

## История
- Шатовка основана в начале XVIII века. Проживали в ней испокон веков русские люди.
- В 1930 г. был организован колхоз «Искра», в который вначале вступили 10 хозяйств. Первым председателем избрали Фёдора Васильевича Шитовкина. Крестьяне в колхоз шли не охотно, боялись, не знали, что и как будет. В деревне раскулачивали зажиточных и кулаков, но через некоторое время после этого их также стали брать в колхоз. Дома раскулаченных использовали под больницы, хозяйственные и бытовые нужды колхоза. Одной из раскулаченных семей в Шатовке были Фроловы. Дом у этих людей отняли, скотину тоже. Семья стала жить в бане, а насчитывала она шесть человек детей, родителей, да дедушку с бабушкой. В 1932 г. в колхоз взяли двоих старших детей, а потом и остальных членов семьи. Из колхоза им дали корову с теленком. На заработанные трудодни семья получала хлеб, продавала его, копила вырученные деньги и через некоторое время купила на них дом. Колхоз жил, развивался. Появились свои ударники труда. В 1934 г. звено В. М. Панкратовой собрало по 100 пудов пшеницы с гектара. В. М. Панкратова была делегатом VIII Всесоюзного съезда Советов.
- Когда началась Великая Отечественная война, все без исключения трудоспособные мужчины Шатовки ушли на фронт. Многие из них погибли, защищая Родину. Среди вернувшихся домой были инвалиды, без рук, без ног. В 1971 г. в Шатовке установили памятник погибшим на войне жителям деревне. В колхозе в военные годы работали старики, женщины, дети.
- После войны трудно было с хлебом. Народ восстанавливал разрушенную страну. Жители деревни вспоминают, что какое-то улучшение почувствовалось в 1950-х гг. В те же годы молодежь из деревни уезжали на целину. В 1951 г. Шатовский колхоз вошел в состав совхоза «Культура», который в 1977 г. переименовали в совхоз «Шатовский».
- К концу 1970-х гг. село Шатовка представляла собой передовое хозяйство, здесь располагался молочный комплекс на 300 мест. В селе были построены: средняя школа, торговый центр, Дом быта, семнадцать многоквартирных домов со всеми удобствами, детский комбинат.
- По данным обследованиям 1978 г., в селе Шатовка было 247 хозяйств и 783 жителя. Село являлось центром сельсовета и центральной усадьбой совхоза «Шатовский». Жилой фонд состоял из домов в один и более этажей. В 84 домах имелся водопровод, воду брали также из колодцев; в 74 домах пользовались газом, в 10 — канализацией; дома отапливали печами. Работали фельдшерско-акушерский пункт, аптека участковая больница, детский ясли-сад, средняя школа, клуб, библиотека, магазин прод- и промтоваров, столовая, хлебопекарня, почтовая контора; другие учреждения соцкультбыта располагались в городе Арзамасе.
- Согласно обследованию 1992 г., в селе насчитывалось 626 хозяйств и 1915 жителей, из которых 940 трудоспособных. Как и в 1978 г., село являлась центром сельсовета и центральной усадьбой совхоза «Шатовский»; специализировалось в овощеводстве и мясо-молочном животноводстве. Жилой фонд составляли 94 дома в один и более этажей, в основном постройки 1946—1976 гг.; 4 дома заселялись сезонно.[3]

До 1 января 2023 года административный центр упразднённого Шатовский сельсовет.  

## Население
| 1999 | 2002  | 2010  |
| ---- | ----- | ----- |
| 1077 | ↗1854 | ↘1774 |

## Известные люди
Обухов Александр Васильевич (1911 - 1959 г.г.) - Родился в д. Тамаевка. Герой Советского Союза.
Панкратова Вера Матвеевна (1913 - ?г.г.) - Родилась в с. Шатовка. В 1935 году на VIII Всесоюзном съезде Советов была избрана членом ЦИК СССР.
Сазонов Михаил Петрович (1911 - ? г.г.) - Родился в с. Ездаково. Герой Советского Союза.
Филиппов Александр Васильевич (1918 - 1977 г.г.) - Родился в с. Хохлово. Герой Советского Союза.
Шпагин Алексей Алексеевич (1869 - 1937 г.г.) - Родился в д. Тамаевка. Участвовал в Сормовской демонстрации 1 мая 1902 года, а также в декабрьском вооружённом восстании 1905 года в Сормове. Неоднократно встречался с Лениным. Был делегатом XIII и XIV съездов ВКП(б), членом ЦИК ВКП(б).
Степан Безруков — Золотой медалист чемпионата мира по плаванию (25 метров вольным стилем) в рамках Специальной Олимпиады (Special Olympics) в 2012 году проходивший в Сан-Хуане (Пуэрто-Рико). Обладатель 22 медалей различного достоинства..

## Инфраструктура
Личное подсобное хозяйство с зоной сельскохозяйственного использования, индивидуальная застройка усадебного типа. 
Основное предприятие, действующее в селе — ООО «Шатовка», специализируется на молочном скотоводстве, и на выращивании зерновых культур и кормовых трав. Также сельским хозяйством занимаются крестьянско-фермерские хозяйства и индивидуальные предприниматели.
В селе находится МБОУ "Шатовская СОШ" , в которой обучаются дети со всех населённых пунктов Шатовского сельского совета.
Дошкольное образование осуществляется в МБДОУ "Шатовский детский сад".
В Шатовке находится Дом Культуры, являющийся структурным подразделением МБУК "КСК "Молодёжный"" Арзамасского района.
В ДК приезжает передвижной кинопрокат с новыми кинолентами.
В селе находится врачебная амбулатория, являющаяся структурным подразделение Арзамасской Центральной Районной Больницы.
Есть аптека.
Связь осуществляется отделением Почты России (индекс 607243).
Также в селе установлены четыре вышки сотовой связи и интернета.
В 2014 году в село проведён оптоволоконный кабель кампании "Ростелеком" - интернет, интерактивное телевидение и домашний телефон.
Торговля представлена продуктовыми, хозяйственными и мясным магазинами. В селе также имеется парикмахерская. Банковские услуги предоставляет отделение Сбербанка.

## Памятники и монументы
В Шатовке поставлен памятник погибшим в Великой Отечественной войне. На памятнике установлена плита с именами земляков-Героев Советского Союза.

## Транспорт
Автобусное сообщение с райцентром. Остановка общественного транспорта «Шатовка».